# Пахомов, Алексей Михайлович
Алексей Михайлович Пахомов (род. 15 января 1945) — советский и российский инженер, предприниматель и политик, член Совета Федерации (2005—2011).

## Биография
В 1963 году начал работать учеником кочегара и котлочистом в теплосиловом цехе на Куйбышевском заводе автотракторного электрооборудования и карбюраторов, в 1968 году окончил Куйбышевский политехнический институт. С 1969 по 1985 год работал в Казани в Татарском меховом объединении, пройдя путь от инженера по эксплуатации тепловых установок отдела главного механика до главного инженера. С 1985 по 1988 год — секретарь Бауманского районного комитета КПСС города Казани, в 1988 году назначен генеральным директором Татмехобъединения. Кандидат экономических наук, с 1992 по 2002 год — генеральный директор Татарского мехового торгового-промышленного ОАО «Мелита».
С 2002 по 2005 год являлся заместителем премьер-министра Татарстана — министром экономики и промышленности республики.
В 2005 году Государственный совет Республики Татарстан избрал Пахомова представителем законодательной власти региона в Совете Федерации, 28 мая 2009 года продлил его полномочия на новый срок.
1 декабря 2011 года согласно постановлению Госсовета Татарстана № 1894-IV ГС от 25 ноября 2011 года его новым представителем в Совете Федерации стал Вагиз Мингазов.
В 2010 году А. М. Пахомов избран генеральным директором Ассоциации предприятий и промышленников Республики Татарстан (регионального объединения работодателей).

Заслуженный работник текстильной и легкой промышленности РФ (1994 г.), лауреат премии Правительства РФ в области науки и техники (2006 г.).

Награждён орденом Почёта (2002 г.), медалями «В память 1000-летия Казани» (2005 г.), «Совет Федерации 15 лет» (2008 г.), благодарностью председателя Совета Федерации Федерального Собрания РФ (2008 г., 2010 г.), почетной грамотой Совета Федерации Федерального Собрания РФ (2011 г.).